# St. Paul (Köln)

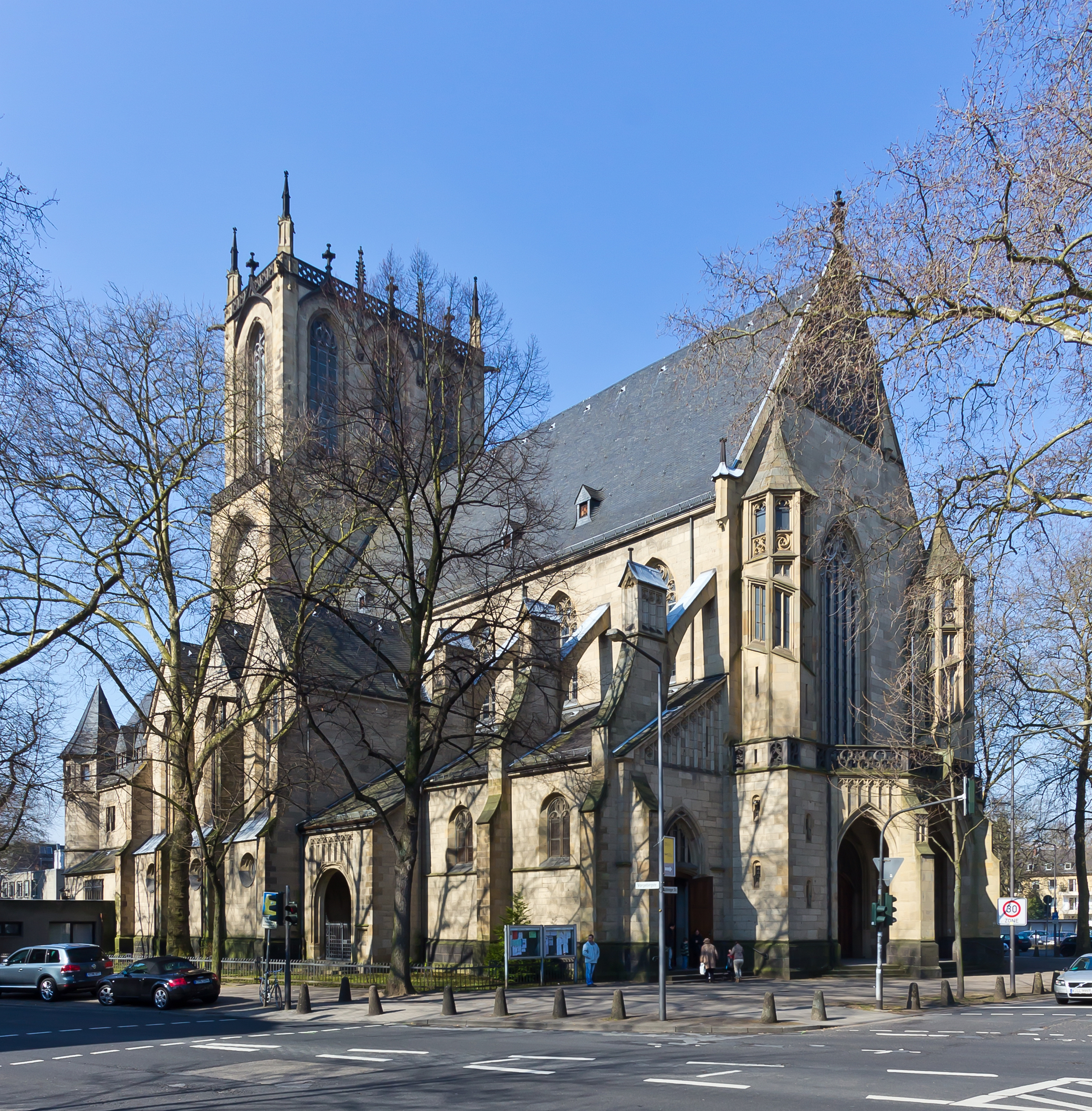
Längsschiff und Turm der 1908 erbauten neugotischen Pfarrkirche St. Paul

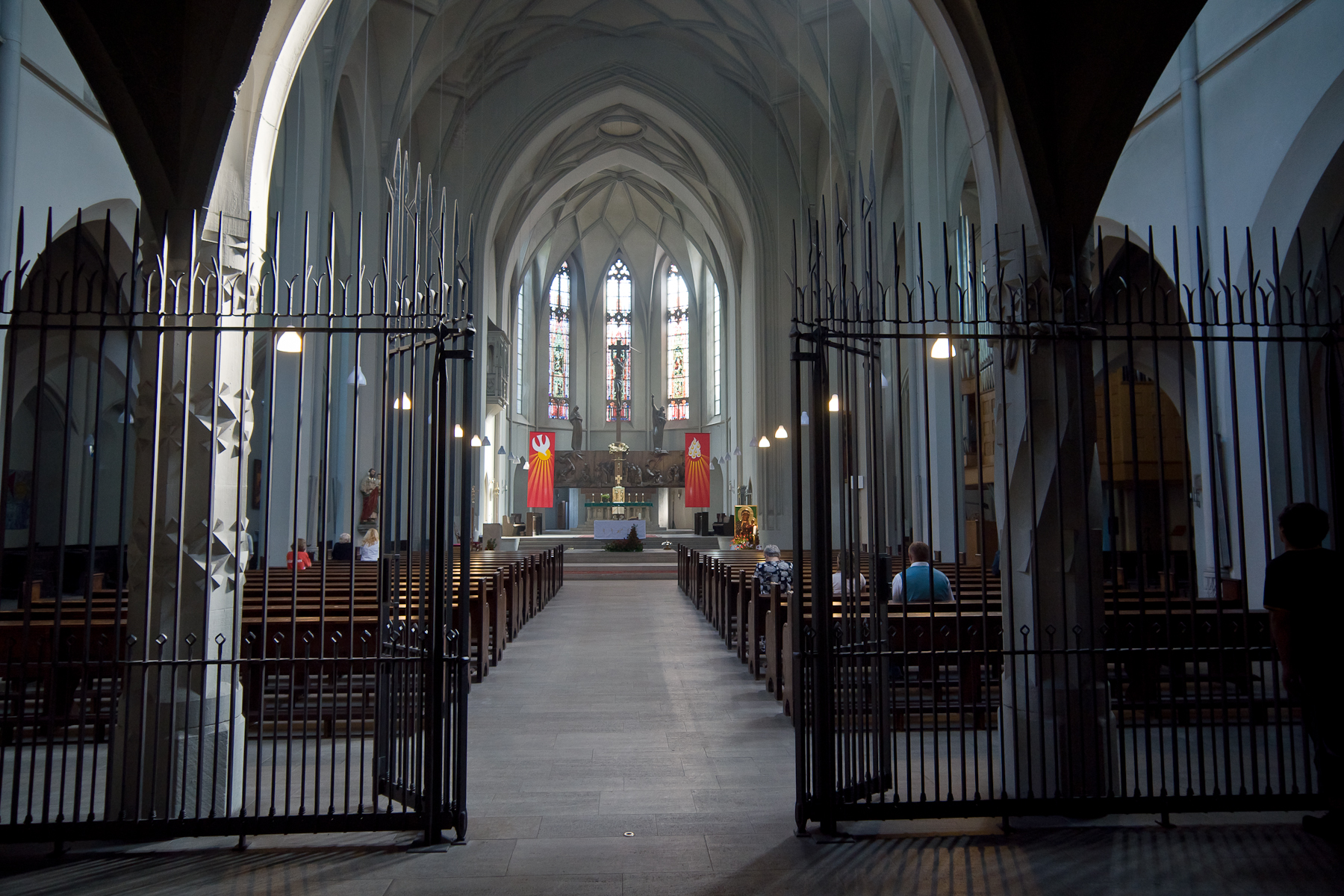
Innenansicht

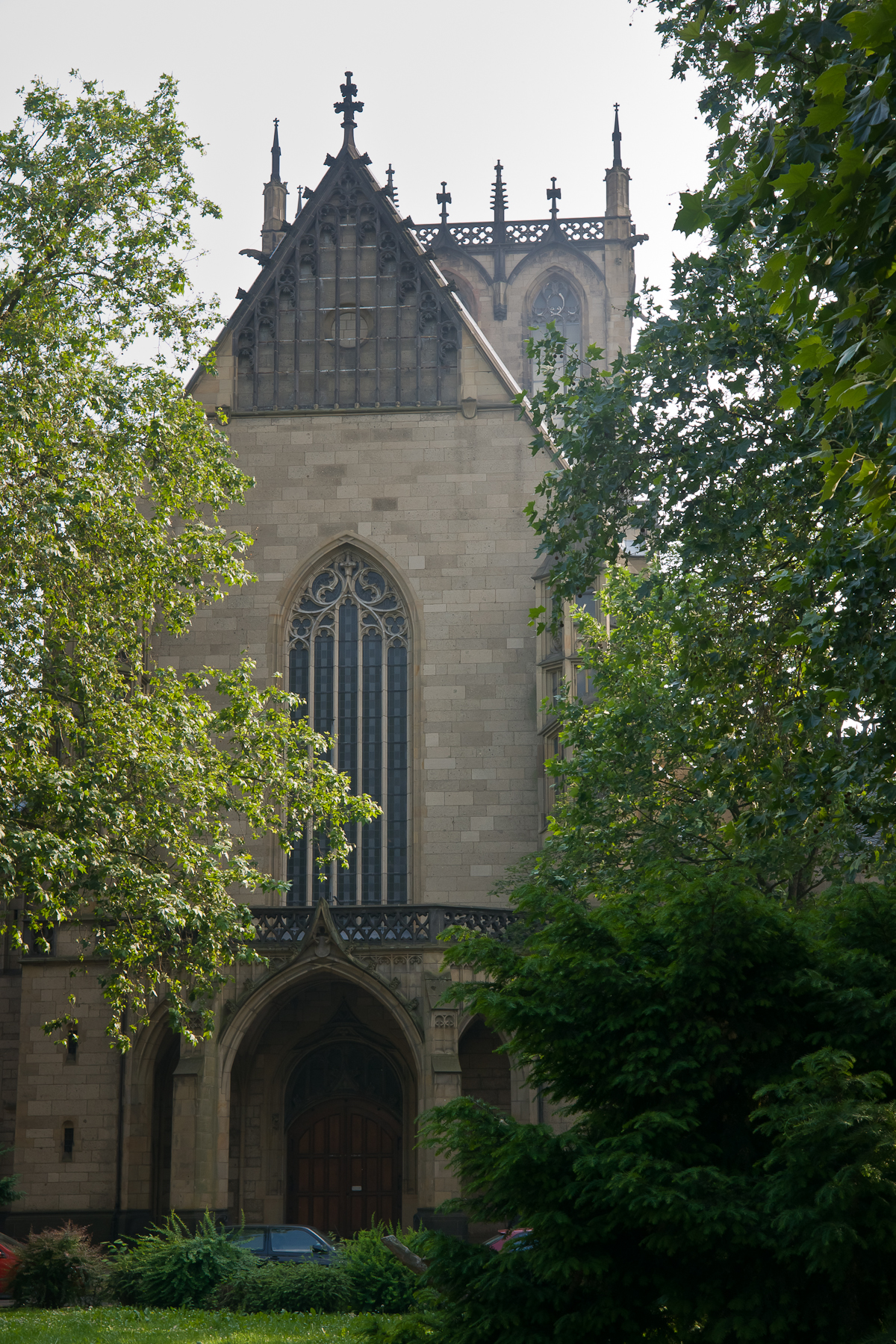
Frontansicht mit Haupteingang

St. Paul ist der Name einer 1908 geweihten neugotischen Pfarrkirche an der Vorgebirgstraße/Lothringer Straße (Höhe Sachsenring) im Stadtbezirk Innenstadt (Neustadt-Süd). Dabei stand auch der Name des Kölner Erzbischofs Paulus Melchers Pate. Das Patrozinium stammt von der ehemaligen romanischen Pfarrkirche und Pfarrei St. Paul, die zur Stiftskirche St. Andreas gehörte und östlich von dieser lag. Alt St. Paul war 1807 abgerissen worden.

## Geschichte
Für den Bau hatte sich der Kölner Schokoladenfabrikant Ludwig Stollwerck stark engagiert. Dies ist in einer Urkunde dokumentiert, die im Turmknauf eingeschlossen wurde und u. a. besagt: „Nächst dem am 2. August 1907 in Gott entschlafenen ersten Pfarrer an St. Paul, Peter Haas, haben das größte Verdienst um den Ausbau dieser Kirche die Mitglieder des Kirchenvorstandes Stadtverordneter Adolf Nöcker, Karl Steinmann und Ludwig Stollwerck.“
Das Grundstück an der heutigen Straße „An der Pauluskirche“ war 1888 zusammen mit einem weiteren Grundstück an der Vondelstraße durch das Erzbistum Köln erworben worden. Zu dieser Zeit gehörte dieses Gebiet zur Pfarrei St. Severin bzw. zu St. Pantaleon. Mit Beginn der Stadterweiterung „Neustadt“ wurde eine neue Pfarrei erforderlich, die 1901 durch Erhebung des Rektorats Maria Hilf zur Pfarrei St. Paul geschaffen wurde.
Ludwig Stollwerck war Mitglied des Kirchenvorstands der ersten Stunde und bemühte sich seit 1901 intensiv um den Neubau der Pfarrkirche St. Paul. Er brachte seinen Freund, den Berliner Architekten Bruno Schmitz, ins Gespräch, der erste Pläne zeichnete, und beschäftigte sich intensiv mit der Ausgestaltung des Kreuzgangs. Ebenso engagierte sich sein Bruder Heinrich Stollwerck in der Planung, der über seinen Freund Domkapitular Schnütgen einen „direkten Draht“ zu Erzbischof Simar hatte. In Abstimmung mit dem befreundeten Bankier Louis Hagen (1855–1932) vom Bankhaus A. Levy & Co., der zum Katholizismus konvertiert war, beschaffte Ludwig Stollwerck einen Kredit über 500.000 Mark.
Nach dem Tod von Erzbischof Simar wurde 1903 dem Kirchenvorstand unter Leitung von Haas, Nöcker, Steinmann und Stollwerck die Bauplanung übertragen. Der neue Erzbischof Fischer stand dem Bauvorhaben eher ablehnend gegenüber, drückte die Bausumme auf 350.000 Mark, den Baustil auf gotisch oder romanisch und ließ im Affront zum Berliner Bruno Schmitz nur Entwürfe aus Rheinland und Westfalen zu. Sein autoritäres Auftreten veranlasste Heinrich Stollwerck zur Aufgabe seines Engagements. Ludwig Stollwerck konnte jedoch durch seine persönliche Intervention das Scheitern des Projekts verhindern und organisierte einen Architektenwettbewerb. Den gewann der Kölner Architekt Stephan Mattar (1875–1943) mit seinem neugotischen Entwurf „in cruce sola salus“.
Am 13. Mai 1906 wurde durch den Kölner Bauunternehmer Ferdinand Schmitz, einen Schwager Ludwig Stollwercks, die Grundsteinlegung durchgeführt. Im oberen Teil der Südwand des Chores wurde eine erkerartige Loge erbaut, deren Benutzung angeblich der Familie Stollwerck als Stifter vorbehalten war. Nach dem Tod des Pfarrers Peter Haas (1854–1907) wurde der Innenausbau durch den neuen Pfarrer Heinrich Enshoff (1865–1923) unter Leitung der Kunstkommission (Enshoff, Stollwerck, Steinmann, Nöcker) vorangetrieben. Außergewöhnlich in St. Paul ist der Marienaltar, von dem heute noch die Mittelgruppe erhalten ist. Der Altar wurde von den Bildhauern August Schmidt und Alexander Iven erbaut und zeigt neben dem Marienbild u. a. die Mitglieder des Kirchenvorstands. Ludwig Stollwerck ist deutlich an seinem charakteristischen Mittelscheitel zu erkennen.
Glasfenster für die Kirche schuf Otto Linnemann aus Frankfurt, Unterlagen hierzu befinden sich im Linnemann-Archiv.
1908 besuchte Ludwig Stollwerck den Heiligen Vater im Vatikan und berichtete ihm vom Neubau der Pfarrkirche St. Paul in Köln. Hierzu hatte er eine Schachtel mit Stollwerck-Schokoladeprodukten anfertigen lassen, die auf der Außenseite den Kölner Dom und auf der Innenseite die neue Kirche St. Paul zeigte.
1910 wurde Ludwig Stollwerck zusammen mit den anderen Mitgliedern der Baukommission in Anerkennung ihrer Leistungen zum Ritter des Ordens von heiligen Grabe ernannt.
(Neu-)St. Paul ist mit St. Agnes das besterhaltene Beispiel für den Kirchenbau in der Kölner Neustadt, auch wenn die drei Turmhelme nach den Kriegszerstörungen nicht mehr errichtet wurden und der Turm somit nun ein Flachdach aufweist. Heute hängen drei Glocken im Turm (Schlagtöne e1, fis1 und gis1).